# Marie Léonard
Pour les articles homonymes, voir Léonard.
Marie Léonard est une joueuse de football belge née le 28 janvier 1993. 

## Biographie
Elle joue actuellement au Standard de Liège après un passage de deux saisons au RFC Liège en D2. Auparavant, elle a joué au  DV Tongres et au Standard Fémina de Liège, club avec lequel elle a été Championne de Belgique en 2011.

## Palmarès
- Championne de Belgique (1): 2011
- Championne de Belgique D3 (2): 2009 - 2013
- Championne 1re provinciale Limbourg (1): 2012
- Vainqueur de la Coupe de Belgique des équipes B (1): 2009

### Bilan
- 5 titres